# Castilleja kraliana
Castilleja kraliana är en snyltrotsväxtart som beskrevs av J.R.Allison. Castilleja kraliana ingår i släktet målarborstar, och familjen snyltrotsväxter. Inga underarter finns listade i Catalogue of Life.